# Erdbebenschwarm
Als Erdbebenschwarm oder Schwarmbeben wird in der Geophysik eine bestimmte Form von Erdbebenserien bezeichnet. Dabei treten in bestimmten Regionen der Erdkruste mehrere Erdbeben innerhalb eines begrenzten Zeitraums auf. Die Beben haben meist eine ähnliche Stärke und ihre Häufung kann mehrere Tage bis etwa zu einem Jahr andauern.
Charakteristisch ist häufig ein langsames zeitliches An- und Abklingen der seismischen Aktivität, die keiner bekannten Gesetzmäßigkeit unterliegt. Da die Magnituden der Erdbeben eines Erdbebenschwarmes sich nur wenig unterscheiden, kann keine Einteilung der Seismizität in Vor-, Haupt- und Nachbeben vorgenommen werden.

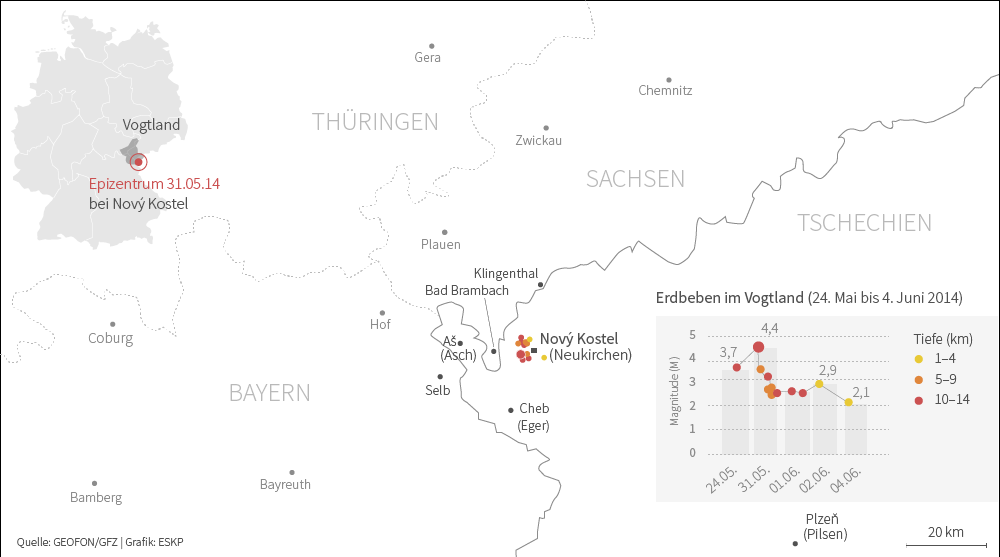
Übersicht über die Schwarmbeben im Mai und Juni 2014 im deutsch-tschechischen Grenzgebiet. Die Farben Rot, Orange und Gelb zeigen die Tiefe des jeweiligen Epizentrums in Kilometern an.

Die Bezeichnung Erdbebenschwarm wurde erstmals 1899 von Josef Knett in einer Abhandlung über eine Anhäufung von mehr als 100 makroseismisch wahrgenommenen verwendet, die sich im Jahre 1824 innerhalb von fünf Wochen in der Region um Hartenberg ereigneten. Stärkere Schwarmbeben in Westböhmen und im Vogtland gab es unter anderem 1897, 1903, 1908, 1985 und 2000. Im Winter 1985/1986 war das bisher stärkste gemessene Erdbeben im Vogtland / Böhmen, das eine Magnitude von 4,6 auf der Richterskala erreichte. Ähnliche Werte wies die Bebenserie im Jahr 2014 auf, für die Magnituden von 4,2 bis 4,6 angegeben werden. Das Epizentrum dieses Bebens war nahe der tschechischen Stadt Nový Kostel in 8,5 Kilometer Tiefe. Weitere Schwarmbeben ereigneten sich im Januar 2019, im März 2024 und zuletzt im Januar 2025.
Erdbebenschwärme treten weltweit hauptsächlich in vulkanisch aktiven Regionen auf. Man vermutet deshalb, dass sie durch die Bewegung von Fluiden in der Erdkruste verursacht werden. Auch künstlich verursachte Schwärme von Mikroerdbeben wurden z. B. während der Erdölförderung und bei Druckversuchen in tiefen Bohrlöchern beobachtet.

## Vorkommen in Deutschland
In Deutschland gibt es Erdbebenschwärme z. B. im Vogtland, in Hessen bei Groß-Gerau und bei Bad Schwalbach im Taunus (Ereignisse in Andernach werden dabei mitbetrachtet) sowie in Bayern am Hochstaufen bei Bad Reichenhall. In letzterem Gebiet hat sich gezeigt, dass es nach Starkregen zu Erdbebenschwärmen kommt.